# Wilhelm Biltz
Wilhelm Eugen Biltz (Berlino, 8 marzo 1877 – Heidelberg, 13 novembre 1943) è stato un chimico tedesco.
Oltre che come scienziato, è noto per aver comandato un carro armato tedesco A7V nella seconda battaglia di Villers-Bretonneux, dove ebbe luogo il primo scontro fra carri armati della storia.

## Biografia
Wilhelm Biltz fu figlio di Karl Friedrich Biltz, studioso letterario e critico teatrale. Anche il suo fratello maggiore Heinrich Biltz fu un chimico famoso. Dopo essersi diplomato nel 1895 presso il Königliches Wilhelm-Gymnasium a Berlino, influenzato dal fratello maggiore Heinrich studiò chimica inizialmente all'Università Humboldt di Berlino, poi all'Università di Heidelberg e nel 1898 all'Università di Greifswald, dove con il professor Friedrich Wilhelm Semmler prese il dottorato a pieni voti con una ricerca sulla chimica dei terpeni.

### Carriera accademica
Lavorò come assistente dal 1900 e come professore associato dal 1903 con Otto Wallach presso l'Università di Göttingen. Qui si interessò inizialmente alla determinazione della densità di vapore in soluzioni di composti inorganici e più tardi fece ricerche sulla chimica dei colloidi. Si occupò di chimica fisica e chimica inorganica con Clemens Winkler e anche di metallurgia con Gustav Tammann. In seguito si occupò di analisi termica di sistemi non metallici, come ad esempio i polisolfuri di rubidio e cesio mediante l'uso di analisi termica. Il 15 marzo 1905, all'età di solo 28 anni, fu promosso professore presso il politecnico di Clausthal (oggi Clausthal-Zellerfeld), dove insegnò fino al 1921, e fu nominato direttore del laboratorio chimico. In questo periodo fece un soggiorno di studio negli USA conoscendo William Francis Hillebrand e Theodore W. Richards.

### Prima guerra mondiale

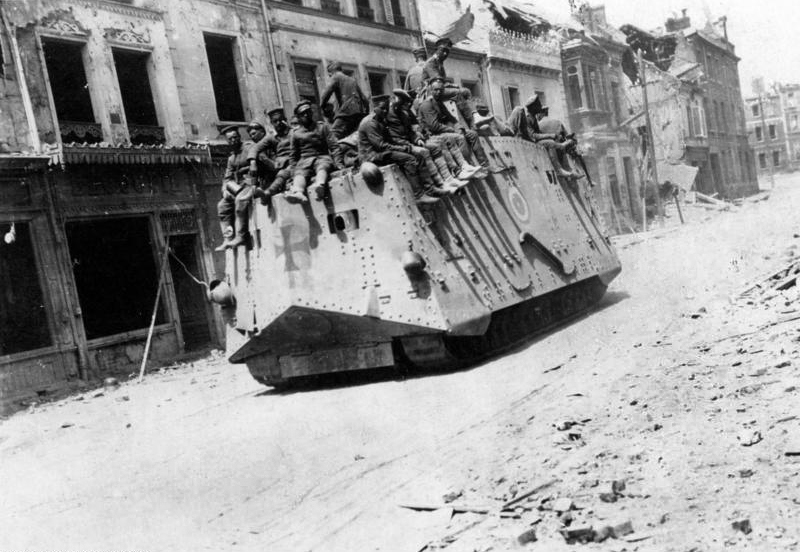
Un carro armato A7V a Roye, Somme, 21 marzo 1918

Il suo lavoro fu interrotto dalla prima guerra mondiale, cui partecipò dal primo all'ultimo giorno. Ebbe il grado di sottotenente e ricevette la Croce di Ferro di prima classe. Il suo servizio militare è degno di nota per il suo comando del carro armato tedesco A7V che nell'aprile 1918 partecipò alla seconda battaglia di Villers-Bretonneux dove avvenne il primo scontro fra carri armati della storia. Durante la battaglia il suo carro A7V incontrò un gruppo di tre carri britannici Mark IV - due carri versione female, armati solo di mitragliatrici e uno versione male, armato di due cannoni QF 6 pounder. I due carri britannici female furono danneggiati e si ritirarono, dato che le loro mitragliatrici non avevano alcun effetto sul A7V di Biltz. La battaglia continuò con il Mark IV male, con i due carri che manovravano per evitare il fuoco dell'altro mentre cercavano di mettere sotto tiro l'avversario. Il carro di Biltz perse il duello, fu colpito tre volte e si rovesciò su di un fianco. L'equipaggio del A7V abbandonò il veicolo, e cinque uomini furono uccisi dal fuoco del Mark IV, che poi ingaggiò battaglia con altri due A7V apparsi sulla scena. In seguito gli uomini di Biltz poterono recuperare il loro carro.

### Dopoguerra
Dopo la guerra, Biltz riprese la sua carriera accademica. Il 22 marzo 1921 fu nominato professore e direttore dell'istituto di chimica inorganica del Politecnico di Hannover. Qui ebbe i suoi anni di maggior successo e sostenne giovani talenti della chimica come Wilhelm Klemm e Werner Fischer. Si interessò di proprietà periodiche studiando varie classi di sostanze come composti ammoniacali, alogenuri, ossidi, solfuri, fosfuri e particolarmente composti intermetallici con diverse tecniche chimico-fisiche tra cui analisi termica e conduttimetria.
Fu per lungo tempo membro della Accademia delle scienze di Gottinga, della Accademia Cesarea Leopoldina e membro del consiglio di amministrazione della Società Bunsen tedesca, promuovendo l'ulteriore sviluppo delle scienze e della ricerca. Diventò noto anche come autore di libri di testo, scritti a volte assieme al fratello Heinrich Biltz. Nel 1933 aderì al documento Bekenntnis der Professoren an den deutschen Universitäten und Hochschulen zu Adolf Hitler und dem nationalsozialistischen Staat (impegno dei professori delle università e scuole superiori tedesche verso Adolf Hitler e lo Stato nazista). Per 12 anni fu direttore della rivista scientifica Zeitschrift für anorganische und allgemeine Chemie assieme a Tamman. Nel 1941, a 64 anni, andò in pensione come emerito per problemi di salute.
Wilhelm Biltz non si sposò mai e non ebbe figli.

## Opere
Wilhelm Biltz è autore di oltre 250 articoli su riviste specializzate. Ha inoltre pubblicato i libri
- (DE) H. Biltz e W. Biltz, Übungsbeispiele aus der unorganischen Experimentalchemie, Engelmann, 1907.
- (DE) W. Biltz, Ausführung qualitativer Analysen, 4ª ed., Leipzig, Akademische Verlagsgesellschaft, 1930.
- (DE) W. Biltz, Raumchemie der festen Stoffe, Leipzig, L. Voss, 1934.